# Didelphis virginiana
O gambá-da-Virgínia, (Didelphis virginiana), é um mamífero marsupial didelfimorfo da família dos didelfiídeos (Didelphidae).
É o único marsupial da América do Norte que vive a norte do rio Grande. É um animal nocturno e solitário, do tamanho de um gato doméstico. Caça de forma oportunista, e o seu habitat estende-se ao longo da América do Norte, do oceano Atlântico ao oceano Pacífico. Foi introduzido na Califórnia em 1910. Hoje em dia chega até ao sul do Canadá, e parece que porém tem estendido o seu habitat para norte. Os seus ancestrais encontram-se na América do Sul, mas foi-lhe facilitada a invasão da América do Norte quando surgiu o istmo centro-americano, bem como durante o Grande Intercâmbio Americano há 3 milhões de anos. É frequentemente visto nas localidades onde faz saques aos caixotes de lixo ou nas ruas como vítima de atropelamento por veículos motorizados.